# ヴァロン・アフメディ
ヴァロン・アフメディ（アルバニア語: Valon Ahmedi、1994年10月7日 - ）は、アルバニアのサッカー選手。アルバニア代表。ポジションはFW。

## クラブ歴
マケドニア共和国のオフリドでアルバニア人の家に生まれ、イタリアのカステッランツァで育った。カステルベルでサッカーを始め。2011年8月にFCズュートティロールにスカウトされ移籍。2012年12月22日の試合で89分に投入され選手デビュー。2012-13シーズンは僅かにもう1試合、2013-14シーズンも4試合の出場に止まり、全ての試合で途中投入であった。
2014年7月に1.SNLのNKツェリェに加入。2014-15シーズンの開幕節でフル出場しスロベニアデビュー。8月1日にプロ初得点を記録。スロベニア・カップでも5試合に出場し準優勝に貢献した。レギュラーとして活躍した彼であったが、2015年頭に全治3ヶ月の負傷をし離脱を余儀なくされた。復帰後はUEFAヨーロッパリーグ 2015-16 予選に出場。7月2日のシロンスク・ヴロツワフ戦が彼のUEFA主催試合デビュー戦となり、前半45分に出場し、サニー・オモレギーに交代した。第2試合ではベンチスタートとなったが、79分にダニイェル・ミシュキッチに代わって出場した。
2016年1月にNKマリボルに移籍。4月20日のスロベニア・カップ準決勝で64分にダレ・ヴルシッチに代わって出場し、移籍後初出場となった。移籍後初得点は2017年9月22日であった。

## 代表歴
生まれたマケドニア共和国、血筋のアルバニア、居住地のイタリアの3カ国から代表を選ぶ権利を有していたが、一貫してアルバニア代表を選択した。
2012年、アルバニアサッカー連盟は彼をズュートティロールのユースでのパフォーマンスの良さからU-19代表に招き、5月8日のボスニア・ヘルツェゴビナU-19代表戦のメンバーに選出、この試合でスターティングイレブンに名を連ねて代表初出場となった。その後、8月の代表戦にも招集された。10月にはUEFA U-19欧州選手権2013予選のメンバーに選出された。12日のイタリアU-19代表戦では81分までプレーし、ダルダン・ヴトハイに交代。2戦目のベルギーU-19代表戦でも84分まで出場し勝利に貢献した。3戦目のベラルーシU-19代表戦ではフル出場したが敗れ、グループリーグ最下位で終わった。
2013年には地中海競技大会に臨むU-20代表のメンバーに選出された。5試合全てに出場したが最下位に終わった。
U-19代表やクラブでの活躍から2013年2月6日にはU-21代表にも招集された。この年代ではマケドニア共和国U-21代表戦でデビューした。翌年10月にも招集され、ルーマニアU-21代表相手に60分間プレーし、ヴェダト・ムリキの得点をアシストしたが敗北した。UEFA U-21欧州選手権2017予選のメンバーにも招集されたが、クラブでの負傷により辞退した。
UEFAチャンピオンズリーグ 2017-18でのパフォーマンスの良さから、2017年9月5日に2018 FIFAワールドカップ・ヨーロッパ予選グループGのリヒテンシュタイン代表、マケドニア共和国代表戦に臨むアルバニアA代表に招集された。

## 私生活
母語はアルバニア語であるが、イタリア語、ドイツ語、英語、クロアチア語、スロベニア語も話す。
いとこのベサルト・イブライミもサッカー選手。